# Hoyeon Jung
Hoyeon Jung (coreà: 정호연)  (Corea del Sud, 23 de juny de 1994) és una model i actriu sud-coreana. Vogue s'hi ha referit com «la propera supermodel de Corea», i va aparèixer en la quarta temporada del programa Korea's Next Top Model (on va ocupar el segon lloc). Va ser classificada com una de les models de moda «Top 50» per models.com. És coneguda mundialment pel seu paper de protagonista en El joc del calamar. L'octubre de 2021, Jung va ser escollida com a ambaixadora global de Louis Vuitton, la marca amb la qual va debutar. El 16 de novembre de 2001, Deadline Hollywood va informar que havia signat un contracte amb Creative Artists Agency, entrant així a Hollywood.

## Carrera

### Model
Jung va començar a anar a classes per ser model als 15 anys i va començar com a model independent en 2010 als 16 anys, participant en desfilades de la Setmana de la Moda de Seül sense agència durant dos anys. Mentre treballava com a autònoma, va fer audicions per a la segona temporada de la sèrie de telerrealitat OnStyle, Korea's Next Top Model, però va renunciar després d'arribar al top 30. Va signar amb ESteem Models en 2012 i es va tintar el cabell d'un color vermell "ardent", que es va convertir en el seu look característic. Després va passar a competir en la quarta temporada de Korea's Next Top Model en 2013, on, després de ser eliminada en el segon episodi i tornar en el cinquè episodi, va quedar en segon lloc. Després de Next Top Model de Corea, va aparèixer en revistes com Vogue Girl Korea, Nylon Korea i ELLA Wedding. També va aparèixer en una publicació de la revista First Look Korea amb Shin Hyun-ji i Hwang Hyun-joo, i en una campanya per Lucky Chouette, abans de signar amb The Society Management i deixar Corea del Sud en 2016 per seguir una carrera a l'estranger.
Va debutar internacionalment com a exclusiva de Louis Vuitton al setembre de 2016, en la desfilada de primavera de 2017 de la Cerimònia d'obertura en la New York Fashion Week. Va ser seleccionada per ser exclusiva d'Alexander Wang aquesta mateixa temporada, però va ser cancel·lada. Aquesta temporada, també va desfilar per a Marc Jacobs, Fendi, Max Mara, Alberta Ferretti i Rag & Bone. Ha desfilat en la passarel·la de Jeremy Scott, Tory Burch, Topshop Unique, Lanvin, Dolce & Gabbana, Missoni, Bottega Veneta, Emilio Pucci, Chanel, Miu Miu, Giambattista Valli, Prabal Gurung, Jason Wu, H&M, Jacquemus, Burberry, Acne Studios, Roberto Cavalli, Dièsel Black Gold, Versus (Versace), Narcís Rodriguez, Paco Rabanne, Schiaparelli, DSquared2, Blumarine, Dundas, Zadig & Voltaire, Tod's i Etro i Gabriela Hearst.
Ha aparegut en anuncis de Sephora "Let's Beauty Together", Chanel, Gap, Inc., Hermès i Louis Vuitton. Com a ambaixadora mundial de la marca Louis Vuitton, modelarà la seva moda, joies i rellotges.
Jung ha aparegut en la portada de Vogue Japan, Vogue Korea, W Korea i Harper's Bazaar Korea, a més d'aparèixer en editorials de Vogue, British Vogue, Dazed, Love magazine i CR Fashion Book. En 2017, Models.com la va seleccionar com nominada com a "Millor nouvinguda" i "Model de l'any", respectivament. El 13 de gener de 2020, es va anunciar que Jung havia signat amb Saram Entertainment com a actriu. En 2021, es va iniciar en el mon de l'actuació debutant en la sèrie de Netflix El joc del calamar.
El 4 d'octubre de 2021, Jung es va convertir en l'actriu coreana més seguida en Instagram, amb més de 22 milions de seguidors.

## Vida personal
Jung Ho-yeon va néixer el 23 de juny de 1994 en Myeonmok-dong, Seül, Corea del Sud, i té dos germans. Es va graduar per la Universitat de Dones de Dongduk, on es va especialitzar en modelatge.
Jung està en una relació amb l'actor Lee Dong-hwi des de 2015.

## Filmografia

### Sèries
| Any  | Títol              | Distribuïdor | Rol            | Ref.          |
| ---- | ------------------ | ------------ | -------------- | ------------- |
| 2021 | El joc del calamar | Netflix      | Kang Sae-Byeok | [ 33 ] [ 38 ] |

### Aparicions en videos musicals
| Any  | Títol de la cançó | Artista      | Durada | Ref.   |
| ---- | ----------------- | ------------ | ------ | ------ |
| 2013 | "Going Crazy"     | Lee Hyori    | 3.44   |        |
| 2014 | "Beat"            | 100 %        | 3.50   | [ 39 ] |
| 2014 | "Move"            | Kim Yeon-woo | 4.09   | [ 40 ] |
| 2019 | "Taste of Acid"   | Hot Potato   | 4.12   |        |

### Televisió
| Any  | Títol                                  | Distribuïdor | Rol          | Ref.   |
| ---- | -------------------------------------- | ------------ | ------------ | ------ |
| 2021 | The Tonight Show Starring Jimmy Fallon | NBC          | Ella mateixa | [ 33 ] |